# Hysteron proteron
Hysteron proteron (ὕστερον πρότερον) är ett grekiskt uttryck, som betyder "det senare framför".
I retoriken avser det att ord eller satsdelar ställs i annan ordning än den naturliga. Ofta uppkommer en sådan ordställning därigenom, att ett för den talande viktigare begrepp för att starkare framhållas, sättes framför ett i den naturliga tidsföljden föregående, till exempel hos Vergilius: "Låtom oss dö och rusa in mitt bland fienderna".
Hysteron proteron betyder inom logiken, ett cirkelbevis eller det logiska fel, som uppstår, när man söker bevisa något medelst en grund, som själv för sin sanning förutsätter det, som skulle bevisas.